# Jacques Médecin

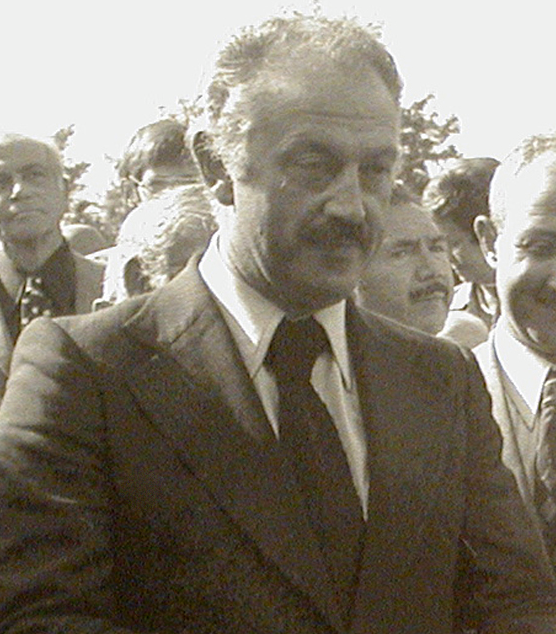
Jacques Médecin, 1976

Jacques Médecin (* 5. Mai 1928 in Nizza; † 17. November 1998 in Punta del Este, Uruguay) war ein französischer Politiker mit Verbindungen zur Nouvelle Droite (GRECE).

## Leben
Der Sohn des legendären Langzeit-Bürgermeisters von Nizza Jean Médecin war viele Jahrzehnte lang ebenfalls ein einflussreicher Mann. Er erbte schrittweise die Funktionen seines Vaters, letztlich auch das Bürgermeisteramt, das er von 1966 bis 1990 ausübte, und er setzte für Nizza ein ehrgeiziges Modernisierungsprogramm durch, das nicht unumstritten blieb, aber bis heute stadtbildprägend wirkt (etwa das Museum moderner Kunst und die auf Stelzen geführte Stadtautobahn, heute Voie Pierre-Mathis genannt).
Médecin war ein Mann der rechten Mitte mit Sympathien für die politische Rechte. Er erklärte beispielsweise einmal, 99,9 Prozent der Ideen mit dem Front National zu teilen, bezeichnete Schwangerschaftsabbruch als Mord, war strenger Antikommunist und wählte Kapstadt als Schwesterstadt von Nizza (ab 1974), was als Geste der Unterstützung des südafrikanischen Apartheidregimes gewertet wurde. Der impulsive Politiker gehörte verschiedenen politischen Gruppierungen des bürgerlichen Lagers an, auch dem neogaullistischen RPR, war und blieb aber wie sein Vater ein persönlicher Gegner Charles de Gaulles. 1974 leitete er den Kongress für die Verteidigung der Kultur von GRECE in Nizza, einem rechtsextremen Theoriezirkel, aus dem die Nouvelle Droite hervorging.
In den 1980er Jahren verdichteten sich die Gerüchte und Verdächtigungen gegen Jacques Médecin bezüglich finanzieller Malversationen. Graham Greene schrieb ein entsprechendes Pamphlet gegen das Médecin'sche System in Nizza (J'accuse - The Dark Side of Nice, 1982), verlor allerdings den darum geführten Verleumdungsprozess, und seine Schrift wurde in Frankreich verboten. Zu Ende der 1980er Jahre geriet Médecin allerdings in die Defensive. Angesichts mehrfacher gerichtlicher Anschuldigungen legte er alle seine Ämter zurück und flüchtete nach Uruguay. Charles Pasqua, die Zeitung Nice-Matin und ein Teil der Bevölkerung von Nizza blieben allerdings auf seiner Seite. Médecin erhielt in den 1990er Jahren mehrfach mehrjährige Gefängnisstrafen, die er allerdings nur zum geringsten Teil absitzen musste. Uruguay lieferte Médecin nach Frankreich aus. Nach seiner Entlassung verbrachte er seinen Lebensabend in Uruguay.

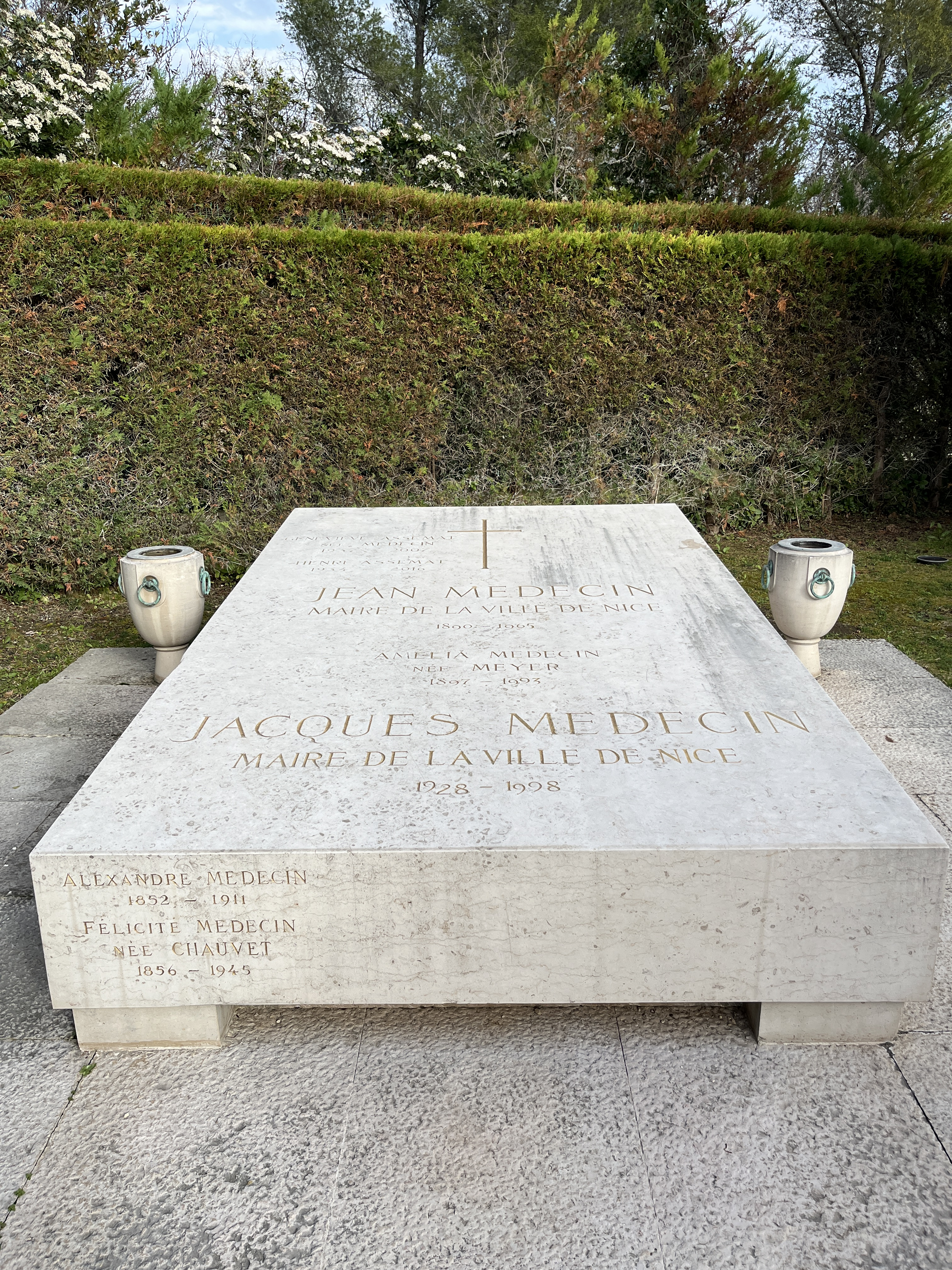
Grab von Jacques Médecin in Nizza

Die von Jacques Médecin ausgeübten Ämter waren:
- 1961–1990: Conseiller général für das Département Alpes-Maritimes
- 1966–1990: Bürgermeister von Nizza
- 1967–1976 und 1978–1988: Abgeordneter für Alpes-Maritimes
- 1976–1978: Staatssekretär für Tourismus
- 1973–1990: Président du conseil général von Alpes-Maritimes

## Veröffentlichungen
- Le Terreau de la liberté, 1978[1]